# Casas de San Galindo
Casas de San Galindo è un comune spagnolo di 24 abitanti situato nella comunità autonoma di Castiglia-La Mancia.